# Jean-Louis Haillet
Pour les articles homonymes, voir Haillet.
Jean-Louis Haillet, né le 7 mai 1954 à Nice, est un joueur de tennis français, professionnel de 1972 à 1984.

## Biographie
Fils du joueur de tennis Robert Haillet, il devient champion de France junior en 1972.
Il participe à deux rencontres de Coupe Davis, dans le cadre des tours préliminaires de la zone Europe : contre la Suisse en 1977 et contre la Finlande en 1980. Dans les deux cas, il remporte son premier simple ainsi que le match de double puis il s'incline dans un match sans enjeu en simple.
En 1979, il est finaliste du Masters d'Ostwald dans le cadre d'un tournoi Satellite contre Jiří Hřebec. Le mois suivant, il bat Corrado Barazzutti, alors no 12 mondial, en quart-de-finale de l'Open de Lorraine (6-2, 6-4) puis atteint la finale, qu'il perd contre Yannick Noah. Il dispute par ailleurs sept autres quarts de finale dont deux à l'Open de Paris-Coubertin en 1979 et 1980. En dehors du circuit professionnel, il s'est illustré lors de la Coupe Macomber à Monte-Carlo en 1975, compétition réservée aux moins de 23 ans. Il remporte également deux titres en double (à Bruxelles en 1978 et à l'Open Crocodile en 1979) et atteint sept autres finales dans la spécialité entre 1977 et 1983.
Consultant à la télévision pour Pathé Sport et organisateur de tournois tels que les Masters France, il élève depuis les années 1980 des chevaux dans le Calvados.
Un temps marié à Florence Moncorgé, fille de Jean Gabin, il a un fils, Hugo.

## Palmarès

### Finale en simple messieurs
| No | Date       | Nom et lieu du tournoi  | Catégorie | Dotation | Surface    | Vainqueur    | Score              |  |
| -- | ---------- | ----------------------- | --------- | -------- | ---------- | ------------ | ------------------ |  |
| 1  | 19-03-1979 | Open de Lorraine, Nancy |           | 50 000 $ | Dur (int.) | Yannick Noah | 6-2, 5-7, 6-1, 7-5 |  |

### Titres en double messieurs
| No | Date       | Nom et lieu du tournoi               | Catégorie | Dotation | Surface         | Partenaire        | Finalistes                 | Score         |  |
| -- | ---------- | ------------------------------------ | --------- | -------- | --------------- | ----------------- | -------------------------- | ------------- |  |
| 1  | 12-06-1978 | Internationaux de Belgique Bruxelles |           | 50 000 $ | Terre (ext.)    | Antonio Zugarelli | Onny Parun Vladimír Zedník | 6-3, 4-6, 7-5 |  |
| 2  | 29-10-1979 | Open de Crocodile Paris              |           | 50 000 $ | Moquette (int.) | Gilles Moretton   | John Lloyd Tony Lloyd      | 7-6, 7-6      |  |

### Finales en double messieurs
| No | Date       | Nom et lieu du tournoi                         | Catégorie | Dotation  | Surface         | Vainqueurs                          | Partenaire        | Score              |  |
| -- | ---------- | ---------------------------------------------- | --------- | --------- | --------------- | ----------------------------------- | ----------------- | ------------------ |  |
| 1  | 04-07-1977 | Swedish Open Båstad                            |           | 75 000 $  | Terre (ext.)    | Mark Edmondson John Marks           | François Jauffret | 6-4, 6-0           |  |
| 2  | 11-07-1977 | Internationaux des Pays-Bas Hilversum          |           | 75 000 $  | Terre (ext.)    | José Higueras Antonio Muñoz         | François Jauffret | 6-1, 6-4, 2-6, 6-1 |  |
| 3  | 09-10-1978 | Trofeo Conde de Godó Barcelone                 |           | 175 000 $ | Terre (ext.)    | Željko Franulović Hans Gildemeister | Gilles Moretton   | 6-1, 6-4           |  |
| 4  | 27-11-1978 | Bologna Indoor Bologne                         |           | 50 000 $  | Moquette (int.) | Peter Fleming John McEnroe          | Antonio Zugarelli | 6-1, 6-4           |  |
| 5  | 21-05-1979 | BMW Open Munich                                |           | 75 000 $  | Terre (ext.)    | Wojtek Fibak Tom Okker              | Jürgen Fassbender | 7-6, 7-5           |  |
| 6  | 08-11-1982 | Grand Prix de Toulouse Toulouse                |           | 75 000 $  | Dur (int.)      | Pavel Složil Tomáš Šmíd             | Yannick Noah      | 6-4, 6-4           |  |
| 7  | 21-03-1983 | Tournoi International de la Ville de Nice Nice |           | 75 000 $  | Terre (ext.)    | Bernard Boileau Libor Pimek         | Bernard Fritz     | 6-3, 6-4           |  |

## Parcours dans les tournois duGrand Chelem

### En simple
| Année | Open d'Australie | Open d'Australie | Internationaux de France | Internationaux de France | Wimbledon       | Wimbledon    | US Open         | US Open  |
| ----- | ---------------- | ---------------- | ------------------------ | ------------------------ | --------------- | ------------ | --------------- | -------- |
| 1973  | 2e tour (1/32)   | John Newcombe    | 2e tour (1/32)           | H-J. Pohmann             | 1er tour (1/64) | Roger Taylor | —               | —        |
| 1974  | 1er tour (1/64)  | Jimmy Connors    | —                        | —                        | —               | —            | —               | —        |
| 1975  | —                | —                | —                        | —                        | —               | —            | —               | —        |
| 1976  | —                | —                | 2e tour (1/32)           | C. Barazzutti            | —               | —            | 1er tour (1/64) | Mark Cox |
| 1977  | —                | —                | 1er tour (1/64)          | Rolf Gehring             | —               | —            | —               | —        |
| 1978  | —                | —                | 1er tour (1/64)          | Pascal Portes            | —               | —            | —               | —        |
| 1979  | —                | —                | 1er tour (1/64)          | J-F. Caujolle            | —               | —            | —               | —        |
| 1980  | —                | —                | 1er tour (1/64)          | Christophe Casa          | —               | —            | —               | —        |
| 1981  | —                | —                | 1er tour (1/64)          | Mansour Bahrami          | —               | —            | —               | —        |
| 1982  | —                | —                | 1er tour (1/64)          | Yannick Noah             | —               | —            | —               | —        |

N.B. : à droite du résultat se trouve le nom de l'ultime adversaire.

### En double
| Année | Open d'Australie         | Open d'Australie       | Internationaux de France    | Internationaux de France  | Wimbledon                     | Wimbledon                 | US Open                     | US Open                |
| ----- | ------------------------ | ---------------------- | --------------------------- | ------------------------- | ----------------------------- | ------------------------- | --------------------------- | ---------------------- |
| 1974  | 1/8 de finale Bernasconi | J. Newcombe Tony Roche | 1er tour (1/32) B. Paul     | L. Baraldi E. Reyes       | 1er tour (1/32) Bernasconi    | A. Andrews S. Krulevitz   | —                           | —                      |
| 1975  | —                        | —                      | 1er tour (1/32) Chanfreau   | F. Pala J. Pisecky        | 1er tour (1/32) J-F. Caujolle | Phillips-Moore Gene Scott | —                           | —                      |
| 1976  | —                        | —                      | 1er tour (1/32) H. Gauvain  | C. Kirmayr J. Mandarino   | —                             | —                         | 1er tour (1/32) J. Ganzábal | S. Stewart Fred McNair |
| 1977  | —                        | —                      | 1er tour (1/32) J. Ganzábal | A. Panatta P. Bertolucci  | —                             | —                         | —                           | —                      |
| 1978  | —                        | —                      | 2e tour (1/16) G. Goven     | V. Amaya Terry Moor       | —                             | —                         | —                           | —                      |
| 1979  | —                        | —                      | 2e tour (1/16) P. Portes    | B. Gottfried R. Ramírez   | —                             | —                         | —                           | —                      |
| 1980  | —                        | —                      | 2e tour (1/16) G. Moretton  | B. Manson B. Taróczy      | —                             | —                         | —                           | —                      |
| 1981  | —                        | —                      | —                           | —                         | —                             | —                         | —                           | —                      |
| 1982  | —                        | —                      | 1er tour (1/32) D. Bedel    | Tian Viljoen Danie Visser | —                             | —                         | —                           | —                      |
| 1983  | —                        | —                      | 1er tour (1/32) B. Fritz    | C. Bernelle Piacentille   | —                             | —                         | —                           | —                      |
| 1984  | —                        | —                      | 1er tour (1/32) G. Moretton | Marty Davis Chris Dunk    | —                             | —                         | —                           | —                      |

N.B. : le nom du ou de la partenaire se trouve sous le résultat ; le nom des ultimes adversaires se trouve à droite.